# اتحادیه فوتبال جزایر کوک
اتحادیه فوتبال جزایر کوک (انگلیسی: Cook Islands Football Association) نهاد اداره‌کننده مسابقات فوتبال و فوتسال در کشور جزایر کوک است.
این اتحادیه که در سال ۱۹۷۱ تأسیس شده عضو کنفدراسیون فوتبال اقیانوسیه و فیفا نیز می‌باشد و مقر آن در شهر راروتونگا است.